# Alekseï Liarski
Alekseï Liarski, (Алеқсей Лярсқий) est un acteur soviétique né à Moscou le 26 août 1923 et mort le 15 février 1943 près de Kipino dans l'oblast de Novgorod en URSS.

## Biographie
Alekseï Liarski nait à Moscou. Orphelin, il est recueilli par sa tante, Akoulina Loukianovna Liarskaïa, et élevé avec les enfants de cette dernière, Klaudia et Vassili. La famille vit au no 12/2 rue Pereslavskaïa. 
En 1938, à l'âge de quinze ans, il est engagé par Marc Donskoï pour incarner Aliocha Pechkov, Maxime Gorki jeune, dans les deux premiers films de la trilogie L'Enfance de Gorki, En gagnant mon pain et Mes universités. Pour ces deux prestations, il a été le plus jeune acteur à recevoir la Médaille d'honneur du travail, en 1938, des mains même du Président du Soviet suprême de l'URSS, Mikhaïl Kalinine. Il fait un séjour dans la prestigieuse colonie de vacances soviétique Artek en été 1939.
La notoriété internationale dont il a bénéficié à la suite de la diffusion de ces films l'a fait connaître aux États-Unis où, si l'on en croit Marc Donskoï, un riche industriel ayant appris qu'il était orphelin, lui avait écrit pour lui proposer de l'adopter, proposition à laquelle il avait renoncé.
Il ne tournera pas d'autres films. Engagé volontaire en 1941, il est rattaché au 365e bataillon d'artilleurs mitrailleurs sur le front nord-ouest. Il meurt au combat le 15 février 1943, près du village de Kipino dans la région de Novgorod où il sera inhumé.
NB: ces renseignements sont pris dans le DVD L'Enfance de Gorki édité par R.U.S.C.I.C.O .